# BRIT School
La BRIT School (in inglese "London School for Performing Arts & Technology", ma più comunemente nota come "The BRIT School for Performing Arts & Technology") è una scuola inglese situata a Londra, nella zona suburbana di Selhurst, Croydon. La scuola selettiva nell'accettare le iscrizioni, fu fondata con l'obiettivo di fornire un'educazione e una formazione professionale per arti sceniche, comunicazione, arte e design.
Fondata nel 1991 nel quadro del programma CTC (City Technology College), la scuola è finanziata dal governo britannico con il sostegno del British Record Industry Trust e mantiene lo status di scuola indipendente dalle autorità educative locali. La scuola è nota per essere una delle uniche scuole di arti sceniche e tecnologia della nazione a frequenza gratuita.
La scuola ha festeggiato il suo 30° compleanno nel 2022 ed è stata premiata con il PRS Music heritage award per aver plasmato l'arte e la cultura del Regno Unito per 30 anni.
YouTube Music ha finanziato un nuovo studio televisivo aperto nel 2019 per gli studenti di produzione cinematografica e multimediale.
In un articolo del 2011 della BBC News si discuteva se gli studenti accettati dalla scuola ricevessero un vantaggio ingiusto nelle industrie artistiche creative rispetto a quelli che non lo avevano.